# Wit-Rusland op de Olympische Zomerspelen 1996
Wit-Rusland nam deel aan de Olympische Zomerspelen 1996 in Atlanta, Verenigde Staten. 

## Deelnemers en resultaten

### Atletiek
- Sergey Alay
- Igor Astapkovitsj
- Anzhela Atroshchenko
- Madina Biktagirova
- Viktor Bulat
- Natasha Dukhnova
- Vladimir Dubrovshchik
- Lyudmila Filimonova
- Natasha Galushko
- Viktor Ginko
- Aleksandr Glavatsky
- Dmitry Goncharuk
- Eduard Hämäläinen
- Olga Kardopoltseva
- Mikhail Khmelnitsky
- Tatyana Khramova
- Natasha Sazanovich
- Vasily Kaptyukh
- Aleksandr Krasko
- Anna Kozak
- Tatyana Kurochkina
- Tatyana Ledovskaya
- Dmitri Markov
- Nataliya Misyulya
- Yevgeny Misyulya
- Yelena Mazovka
- Nataliya Safronnikova
- Vladimir Sasimovich
- Nataliya Shikolenko
- Valya Tsybulskaya
- Nelli Voronkova
- Irina Yatchenko
- Lidiya Yurkova
- Ellina Zvereva

### Badminton
- Vlada Chernyavskaya
- Mikhail Korshuk

### Boksen
- Sergey Bykovsky
- Sergey Dukhovich
- Sergey Dychkov
- Vadim Mezga
- Sergey Ostroshapkin

### Boogschieten
- Olga Yakusheva
- Olga Zabugina-Moroz

### Gewichtheffen
- Oleg Chiritsa
- Oleg Kechko
- Viktor Belyatsky
- Vladimir Khlud
- Aleksandr Kurlovich
- Leonid Lobachov
- Gennady Shchekalo
- Viktor Sinyak
- Vladimir Yemelyanov

### Gymnastiek

#### Turnen
- Vitaly Shcherbo
- Aleksandr Belanovsky
- Svetlana Boginskaya
- Andrey Kan
- Ivan Pavlovsky
- Lena Piskun
- Alena Polozkova
- Vitaly Rudnitsky
- Aleksandr Shostak
- Aleksey Sinkevich
- Svetlana Tarasevich
- Lyudmila Vityukova
- Olga Yurkina
- Tatyana Zharganova

#### Ritmische gymnastiek
- Nataliya Budilo
- Olga Demskaya
- Larisa Lukyanenko
- Svetlana Luzanova
- Galina Malashenko
- Tatyana Ogryzko
- Alesya Pokhodina
- Oksana Zhdanovich

### Judo
- Natik Bagirov
- Tatyana Moskvina
- Ruslan Sharapov
- Leonid Svirid

### Kanovaren
- Dmitry Dovgalyonok
- Sergey Kalesnik
- Yelena Kurzina
- Aleksandr Maseykov

### Roeien
- Tamara Davydenko
- Konstantin Belevich
- Sergey Kinyakin
- Jekaterina Chodotovitsj-Karsten
- Nataliya Lavrinenko
- Yelena Mikulich
- Dmitry Miroshnik
- Dmitry Plechistik
- Aleksandra Pankina
- Yaroslava Pavlovich
- Valentina Skrabatun
- Nataliya Stasyuk
- Oleg Solomakhin
- Denis Tabako
- Sergey Tarasevich
- Nataliya Volchek
- Marina Znak

### Schermen
- Vitaly Zakharov

### Schietsport
- Olga Pogrebnyak
- Igor Basinsky
- Anatoly Klimenko
- Konstantin Lukashik
- Irina Sjilova
- Zhanna Shitik-Shepelevich
- Yuliya Sinyak-Alipova
- Sergey Martynov
- Georgy Nekhayev
- Lalita Milshina-Yauhleuskaya

### Schoonspringen
| Olympiër               | Discipline    | Resultaat | Prestatie                                                                            |
| ---------------------- | ------------- | --------- | ------------------------------------------------------------------------------------ |
| Viatsjeslav Chamoelkin | 3 m plank (m) | 21e       | voorronde: 331.86 punten                                                             |
| Andrei Semenioek       | 3 m plank (m) | 10e       | voorronde: 385.32 punten (7e) halve finale: 587.55 punten (9e) finale: 595.56 punten |
| Svetlana Alexejeva     | 3 m plank (v) | 14e       | voorronde: 246.27 punten (14e) halve finale: 446.64 punten                           |

- Sergey Kudrevich
- Andrey Kvochinsky

### Tafeltennis
- Vladimir Samsonov
- Yevgeny Shchetinin

### Tennis
- Olga Barabansjikova
- Natallja Zverava

### Wielersport
- Oleg Bondarik
- Vyacheslav German
- Yevgeny Golovanov
- Ljoedmila Gorozjanskaja
- Pavel Kavetsky
- Aleksandr Sharapov
- Zinaida Stagurskaya

### Worstelen
- Ibad Akhmedov
- Oleg Gogol
- Aleksandr Guzov
- Sergey Lishtvan
- Aleksey Medvedev
- Vladimir Kopytov
- Igor Kozyr
- Sergey Kovalevsky
- Kamandar Madzjidov
- Igor Petrenko
- Aleksandr Savko
- Aleksandr Sidorenko
- Sergey Smal
- Aleksandr Pavlov
- Valery Tsilent

### Zeilen
- Viktor Budantsev
- Sergey Khoretsky
- Sergey Kravtsov
- Anastasiya Podobed
- Aleksandr Zelenovsky
- Vladimir Zuyev

### Zwemmen
- Natalia Baranovskaya
- Inga Borodich
- Dmitry Kalinovsky
- Aleksandr Gukov
- Sergey Mikhnovets
- Aleksey Kriventsov
- Alena Popchanka
- Jelena Roedkovskaja
- Oleg Rykhlevich
- Svetlana Zhidko

Afghanistan · Albanië · Algerije · Amerikaanse Maagdeneilanden · Amerikaans-Samoa · Andorra · Angola · Antigua‑Barbuda · Argentinië · Armenië · Aruba · Australië · Azerbeidzjan · Bahama's · Bahrein · Bangladesh · Barbados · België · Belize · Benin · Bermuda · Bhutan · Bolivia · Bosnië en Herzegovina · Botswana · Brazilië · Britse Maagdeneilanden · Brunei · Bulgarije · Burkina Faso · Burundi · Cambodja · Canada · Centraal-Afrikaanse Republiek · Chili · China · Chinees Taipei · Colombia · Comoren · Congo-Brazzaville · Cookeilanden · Costa Rica · Cuba · Cyprus · Denemarken · Djibouti · Dominica · Dominicaanse Republiek · Duitsland · Ecuador · Egypte · El Salvador · Equatoriaal-Guinea · Estland · Ethiopië · Fiji · Filipijnen · Finland · Frankrijk · Gabon · Gambia · Georgië · Ghana · Grenada · Griekenland · Groot-Brittannië · Guam · Guatemala · Guinee · Guinee-Bissau · Guyana · Haïti · Honduras · Hongarije · Hongkong · Ierland · IJsland · India · Indonesië · Irak · Iran · Israël · Italië · Ivoorkust · Jamaica · Japan · Jemen · Joegoslavië · Jordanië · Kaaimaneilanden · Kaapverdië · Kameroen · Kazachstan · Kenia · Kirgizië · Koeweit · Kroatië · Laos · Lesotho · Letland · Libanon · Liberia · Libië · Liechtenstein · Litouwen · Luxemburg ·  Macedonië · Madagaskar · Malawi · Malediven · Maleisië · Mali · Malta · Marokko · Mauritanië · Mauritius · Mexico · Moldavië · Monaco · Mongolië · Mozambique · Myanmar · Namibië · Nauru · Nederland · Nederlandse Antillen · Nepal · Nicaragua · Nieuw-Zeeland · Niger · Nigeria · Noord-Korea · Noorwegen · Oeganda · Oekraïne · Oezbekistan · Oman · Oostenrijk · Pakistan · Palestina · Panama · Papoea-Nieuw-Guinea · Paraguay · Peru · Polen · Portugal · Puerto Rico · Qatar · Roemenië · Rusland · Rwanda · Saint Kitts en Nevis · Saint Lucia · Saint Vincent en Grenadines · Salomonseilanden · Samoa · San Marino · Sao Tomé en Principe · Saoedi-Arabië · Senegal · Seychellen · Sierra Leone · Singapore · Slovenië · Slowakije · Soedan · Somalië · Spanje · Sri Lanka · Suriname · Swaziland · Syrië · Tadzjikistan · Tanzania · Thailand · Togo · Tonga · Trinidad en Tobago · Tsjaad · Tsjechië · Tunesië · Turkije · Turkmenistan · Uruguay · Vanuatu · Venezuela · Verenigde Arabische Emiraten · Verenigde Staten · Vietnam · Wit-Rusland · Zaïre · Zambia · Zimbabwe · Zuid-Afrika · Zuid-Korea · Zweden · Zwitserland